# Marcia Romano
Pour les articles homonymes, voir Romano.
Marcia Romano, née le 12 juillet 1971 à Buenos Aires, est une scénariste et réalisatrice française.

## Biographie
Originaire d'Argentine, Marcia Romano vit en France depuis la fin des années 1970.
Elle a suivi des études de cinéma à l'Université Paris-VIII-Vincennes-Saint-Denis puis à La Fémis en département scénario, travaillant par la suite sur des courts et longs métrages, en tant que co-scénariste ou collaboratrice au scénario (notamment avec Xavier Giannoli ou François Ozon).

### Jurys de festival
Du 3 au 12 septembre 2021, elle est membre du jury de la 47e édition du festival du cinéma américain de Deauville présidé par Charlotte Gainsbourg.

### Décoration
- 15 novembre 2018 :  Chevalier de l'ordre national du Mérite[2].

## Filmographie

### Comme scénariste
- 2001 : Sous le sable de François Ozon (collaboratrice au scénario)
- 2001 : Candidature d'Emmanuel Bourdieu (co-scénariste)
- 2003 : Vert paradis d'Emmanuel Bourdieu (co-scénariste)
- 2005 : L'École pour tous d'Éric Rochant (co-scénariste)
- 2006 : Les Amitiés maléfiques d'Emmanuel Bourdieu (co-scénariste)
- 2007 : Le monde est petit d'Aliou Sow (collaboratrice au scénario)
- 2008 : La Grande Vie d'Emmanuel Salinger (collaboratrice au scénario)
- 2009 : À l'origine de Xavier Giannoli (collaboratrice au scénario)
- 2009 : L'Absente de Ruben Amar (collaboratrice au scénario)
- 2010 : Belle Épine de Rebecca Zlotowski (collaboratrice au scénario)
- 2011 : Pourquoi tu pleures ? de Katia Lewkowicz (collaboratrice au scénario)
- 2012 : Superstar de Xavier Giannoli (collaboratrice au scénario)
- 2013 : Drumont, histoire d'un antisémite français d'Emmanuel Bourdieu, téléfilm
- 2014 : La Tête haute d'Emmanuelle Bercot (co-scénariste)
- 2015 : Marguerite de Xavier Giannoli (co-scénariste)
- 2015 : Keeper de Guillaume Senez (collaboration au scénario)
- 2015 : Par accident de Camille Fontaine (co-scénariste)
- 2016 : Louis-Ferdinand Céline de Emmanuel Bourdieu (scénariste)
- 2016 : La Bête curieuse (téléfilm) de Laurent Perreau (co-scénariste)
- 2017 : Les Hommes du feu de Pierre Jolivet (collaboraion au scénario)
- 2018 : L'Apparition de Xavier Giannoli (co-scénariste)
- 2019 : Mais vous êtes fous d'Audrey Diwan (co-scénariste)
- 2019 : Une île (mini-série télévisée) de Julien Trousselier (co-scénariste)
- 2020 : Adieu les cons d'Albert Dupontel (collaboration au scénario)
- 2021 : Suprêmes d'Audrey Estrougo (co-scénariste)
- 2021 : De son vivant d'Emmanuelle Bercot (co-scénariste)
- 2021 : Robuste de Constance Meyer (collaboration au scénario)
- 2021 : L'Evénement d'Audrey Diwan (co-scénariste)
- 2021 : À l'ombre des filles d'Étienne Comar (collaboration au scénario)
- 2022 : Tant que le soleil frappe de Philippe Petit (co-scénariste)
- 2022 : L'Établi de Mathias Gokalp (co-scénariste)
- 2022 : Adieu Paris d'Édouard Baer (co-scénariste)
- 2022 : Revoir Paris d'Alice Winocour (collaboration au scénario)
- 2023 : Second tour d'Albert Dupontel (collaboration au scénario)
- 2023 : Le Médium d'Emmanuel Laskar (collaboration au scénario)
- 2024 : Vingt Dieux de Louise Courvoisier (collaboration au scénario)
- 2024 : Fotogenico d'elle-même et Benoit Sabatier (co-scénariste)

### Comme réalisatrice
- 2010 : Tant qu'il y aura de la poussière, coréalisé avec Andrès Jarach (moyen métrage documentaire)
- 2011 : Quand j'étais gothique (court métrage)
- 2015 : Le Moral des troupes, coréalisé avec Benoît Sabatier
- 2016 : Amore synthétique, coréalisé avec Benoît Sabatier
- 2020 : Jo Wedin & Jean Felzine : Jamais envie de, coréalisé avec Benoît Sabatier (clip)
- 2024 : Fotogenico, coréalisé avec Benoit Sabatier

## Distinctions

### Récompenses
- Lutins du court métrage 2002 : meilleur scénario pour Candidature d'Emmanuel Bourdieu
- Festival de Cannes 2006 : Prix SACD de la Semaine de la critique pour Les Amitiés maléfiques d'Emmanuel Bourdieu
- Festival du film indépendant de Paris 2015 : prix du jury du meilleur film à petit budget pour Le Moral des troupes coréalisé avec Benoît Sabatier

### Nominations
- César 2016 : César du meilleur scénario original pour La Tête haute d'Emmanuelle Bercot
- César 2022 : César de la meilleure adaptation pour L'Evénement